# Монморанси-Фоссё
Монморанси-Фоссё (фр. Montmorency-Fosseux) — одна из ветвей рода Монморанси, происходящая от Луи де Фоссё, второго сына барона Жана II де Монморанси.

## История
Лишенный, как и его старший брат Жан де Нивель, отцовского наследства за участие в войне Лиги Общественного блага на стороне графа де Шароле, Луи де Монморанси перебрался в Нидерланды, где ему досталась часть владений матери.
Его потомство разделилось на несколько ветвей, из которых, помимо старшей, наиболее значительными были ветви Монморанси-Бутвиль, герцоги де Пине-Люксембург, Шатийон и Бомон, принцы де Тенгри, и Монморанси-Вастин, принцы де Робек.
В 1570 году, после пресечения линии Монморанси-Нивель, Монморанси-Фоссё получила династическое старшинство в доме Монморанси. Представители старшей линии носили титулы баронов де Фоссё, с 1578 года маркизов де Тюри, затем маркизов де Фоссё, а в 1767 году, благодаря браку с представительницей линии Монморанси-Бутвиль, стали герцогами де Бофор-Монморанси.
В отличие от линии Монморанси-Нивель и ветви Монморанси-Вастин, представители дома Фоссё не порывали связи с Францией, недолго оставались на бургундской и габсбургской службе, и уже во время Итальянских войн вернулись на службу Французскому королевству.
В 1812 году к представителю этой линии также перешел титул принца де Робек, принадлежавший младшей ветви рода, Монморанси-Вастин.
В мужском колене старшая ветвь пресеклась в 1862 году со смертью герцога Анн-Луи-Рауль-Виктора, в женском — в 1883 году со смертью Анны Амели Элизы Мари де Монморанси (1803—1883), дочери Анн-Луи-Кристиана де Монморанси-Танкарвиль, принца де Робек. Титул герцога де Бофор-Монморанси перешел в дом Талейран-Перигор, титул принца де Робек — в дом де Коссе.
Линия Монморанси-Бутвиль по браку с наследницей могущественного дома де Люкс приобрела значительные владения в Нижней Наварре, а затем ее ветвям, происходившим от маршала Люксембурга, принадлежали титулы герцогов де Пине-Люксембург, Шатийон, Бофор и Бомон. К ветви Монморанси-Бутвиль-Бомон принадлежали последние представители рода Монморанси — герцог Анн-Эдуар-Луи-Жозеф де Бомон и его дети.
Линия Монморанси-Вастин принадлежала к аристократии Испанских Нидерландов. Члены этой семьи носили титулы графов д'Эстерр, маркизов де Морбек и принцев де Робек. После завоевания части Южной Фландрии Людовиком XIV земли этого дома оказались под властью Франции. Первоначально принцы де Робек выражали недовольство французским режимом, но после заключения альянса с Испанией и войны за Испанское наследство, ряд представителей рода отличился на военной службе и в качестве правителей Французских Нидерландов.

## Старшая ветвь
```
Луи
 (ум. 1490), сеньор де Фоссё
X (ок. 1450) 
Маргарита де Вастин (Ваттин)
 (ум. 1490)
│
├─> 
Ролан
 (ум. 1506), барон де Фоссё
│   X (1483) 
Луиза д'Оржемон
 (ум. после 1529), дама де Байе-сюр-Эш
│   │
│   ├─> 
Клод
 (ум. 1546), барон де Фоссё
│   │   X (1522) 
Анна д’Омон
 (ум. 1559), дама де Мерю, Тюри, Данжю и Кревкёр
│   │   │
│   │   ├─> 
Пьер I
 (ум. 1578), маркиз де Тюри
│   │   │   X (1553) 
Жаклин д’Авогур
, дама де Куртален
│   │   │   │
│   │   │   ├─> 
Анн
 (ум. 1592), маркиз де Тюри
│   │   │   │   X (1577) 
Мари де Бон
 (ум. 1611)
│   │   │   │   │
│   │   │   │   ├─> 
Пьер II
 (1584—1615), маркиз де Тюри
│   │   │   │   │   X (1610) 
Шарлотта дю Валь де Бреванн-Фонтене

│   │   │   │   │   │
│   │   │   │   │   ├─> 
Мари
 (1611—1664)
│   │   │   │   │   │   X (1637) 
Ги Арбалест
, виконт де Мелён (ум. 1646)
│   │   │   │   │   │
│   │   │   │   │   ├─> 
Франсуа
 (1614—1684), маркиз де Тюри
│   │   │   │   │   │   X  (1644) 
Изабель де Арвиль
 (1629—1712)
│   │   │   │   │   │   │
│   │   │   │   │   │   ├─> 
Анри-Матье
(1648—1708), аббат
│   │   │   │   │   │   │
│   │   │   │   │   │   ├─> 
Жак-Бушар
 (1655—1678)
│   │   │   │   │   │   │
│   │   │   │   │   │   ├─> 
Леон
 (1664—1750), маркиз де Тюри и де Фоссё
│   │   │   │   │   │   │   X (1697) 
Мари-Мадлен Жанна де Пуссмот де Л'Этуаль
 (1673—1750)
│   │   │   │   │   │   │   │
│   │   │   │   │   │   │   ├─> 
Мари-Шарлотта
 (1702—1749)
│   │   │   │   │   │   │   │   X (1726) 
Луи де Монтегю
, маркиз де Бузоль (ум. 1746)
│   │   │   │   │   │   │   │
│   │   │   │   │   │   │   ├─> 
Анн-Жюли
 (1704—1778)
│   │   │   │   │   │   │   │   X (1724) 
Эммануэль де Русселе
, маркиз де Шаторено (ум. 1739)
│   │   │   │   │   │   │   │
│   │   │   │   │   │   │   └─> 
Анн-Леон I
 (1715—1785), маркиз де Фоссё
│   │   │   │   │   │   │       X 1) (1730) 
Анн-Мари Барб де Виль
 (1711—1731)
│   │   │   │   │   │   │       X 2) (1752) 
Мари-Мадлен-Габриель-Элизабет де Шаретт де Монтебер
 (1705—1778)
│   │   │   │   │   │   │       │
│   │   │   │   │   │   │       └1>  
Анн-Леон II
 (1731—1799), герцог де Бофор-Монморанси
│   │   │   │   │   │   │           X 1) (1761) 
Мари-Жюдит
, графиня де Шампань (1745—1763)
│   │   │   │   │   │   │           X 2) (1767) 
Шарлотта Анна Франсуаза де Монморанси-Люксембург
 (1752 — после 1812)
│   │   │   │   │   │   │           │
│   │   │   │   │   │   │           ├1> 
Мари-Анн
 (1762—1765)
│   │   │   │   │   │   │           │
│   │   │   │   │   │   │           ├2> 
Анн-Шарль-Франсуа
 (1768—1846), герцог де Бофор-Монморанси
│   │   │   │   │   │   │           │   X (1788) графиня 
Анна Луиза Каролина де Гойон де Матиньон
 (1774—1846)
│   │   │   │   │   │   │           │   │
│   │   │   │   │   │   │           │   ├─> 
Анн-Луи-Рауль-Виктор
 (1790—1862), герцог де Бофор-Монморанси
│   │   │   │   │   │   │           │   │   X (1821) 
Эуфемия Теодора Валентина де Арши
 (1787—1858)
│   │   │   │   │   │   │           │   │
│   │   │   │   │   │   │           │   ├─> 
Анн Элизабет Лоранс
 (1802—1860)
│   │   │   │   │   │   │           │   │   X (1819) принц 
Теодор де Бофремон-Куртене
 (1793—1853)
│   │   │   │   │   │   │           │   │
│   │   │   │   │   │   │           │   └─> 
Анн Луиза Шарлотта
 (1810—1858)
│   │   │   │   │   │   │           │       X (1829) 
Наполеон Луи де Талейран-Перигор
, герцог де Талейран и де Саган (1811—1898) ─> 
герцоги де Бофор-Монморанси

│   │   │   │   │   │   │           │
│   │   │   │   │   │   │           ├2> 
Анн-Луи-Кристиан
 (1769—1844), принц де Робек
│   │   │   │   │   │   │           │   X (1797) графиня 
Мария-Генриетта де Бек де Льевр
 (ум. 1833)
│   │   │   │   │   │   │           │   │
│   │   │   │   │   │   │           │   ├─> 
Анна Шарлотта Мари Генриетта
 (1798—1860), принцесса де Робек
│   │   │   │   │   │   │           │   │   X (1817) граф 
Эммануэль-Луи-Тимолеон де Коссе-Бриссак
 (1793—1870)
│   │   │   │   │   │   │           │   │
│   │   │   │   │   │   │           │   ├─> 
Анна Сидония Жозефина Мари
 (1799—1878)
│   │   │   │   │   │   │           │   │   X (1819): граф 
Эдуар де Ла Шатр
 (ум. 1861)
│   │   │   │   │   │   │           │   │
│   │   │   │   │   │   │           │   ├─> 
Анн-Кристиан-Мари-Гастон
 (1801—1853), принц де Робек
│   │   │   │   │   │   │           │   │
│   │   │   │   │   │   │           │   ├─> 
Анна Амели Элиза Мари
 (1803—1883)
│   │   │   │   │   │   │           │   │   X (1824) маркиз 
Арман де Бьенкур
 (1802—1862)
│   │   │   │   │   │   │           │   │
│   │   │   │   │   │   │           │   └─> 
Анн-Филипп-Мари-Кристиан
 (1806—1826)
│   │   │   │   │   │   │           │
│   │   │   │   │   │   │           ├2> 
Анн-Жозеф-Тибо
 (1773—1818), граф де Монморанси
│   │   │   │   │   │   │           │   X (1809) 
Эуфемия Теодора Валентина де Арши
 (1787—1858)
│   │   │   │   │   │   │           │
│   │   │   │   │   │   │           ├2> 
Анн-Шарль-Луи
 (1782—1814), граф де Гурне
│   │   │   │   │   │   │           │
│   │   │   │   │   │   │           ├2> 
Анн Луиз Элизабет
 (1771—1828)
│   │   │   │   │   │   │           │   X (1785) 
Александр-Луи де Роган-Шабо
, герцог де Роган (1761—1816)
│   │   │   │   │   │   │           │
│   │   │   │   │   │   │           └2> 
Анн Элеонор Пюлькери
 (1776—1863)
│   │   │   │   │   │   │               X (1801) 
Виктор-Луи-Виктюрньен де Рошешуар
, маркиз де Мортемар (1780—1834)
│   │   │   │   │   │   │
│   │   │   │   │   │   ├─> 
N
, рыцарь Мальтийского ордена
│   │   │   │   │   │   │
│   │   │   │   │   │   ├─> 
Маргерит-Шарлотта

│   │   │   │   │   │   │
│   │   │   │   │   │   ├─> 
Катрин

│   │   │   │   │   │   │
│   │   │   │   │   │   ├─> 
Анна

│   │   │   │   │   │   │
│   │   │   │   │   │   └─> 
Франсуаза

│   │   │   │   │   │
│   │   │   │   │   ├─> (бастард) 
Леонора

│   │   │   │   │   │   X 
N дю Пон

│   │   │   │   │   │
│   │   │   │   │   └─> (бастард) 
Франсуа-Сезар
 (1607— ), сеньор де Лардьер
│   │   │   │   │       X (1647) 
Мари де Муссю д’Андилу

│   │   │   │   │
│   │   │   │   ├─> 
Франсуа I
 (ум. после 1646), сеньор де Шарсонвиль и Шатобрён ─> 
линия Монморанси-Шатобрён

│   │   │   │   │   X (1640) 
Катрин Роже

│   │   │   │   │
│   │   │   │   └─> 
Жаклин
 (1586— )
│   │   │   │       X 
Флоримон де Мулен
, сеньор де Рошфор
│   │   │   │
│   │   │   ├─> 
Ги

│   │   │   │
│   │   │   ├─> 
Пьер I де Лоресс
 (ум. 1610), сеньор де Лоресс и де Вер ─> 
линия баронов де Лоресс

│   │   │   │   X 1) (1584) 
Луиза де Монморанси-Лаваль
, дама де Ла Фань
│   │   │   │   X 2) (1601) 
Сюзанн де Рьё

│   │   │   │
│   │   │   ├─> 
Клод

│   │   │   │
│   │   │   ├─> 
Франсуа Старший
, барон де Фоссё
│   │   │   │
│   │   │   ├─> 
Франсуа Юный
 (ум. 1624), сеньор де Лардьер, де Менийе и де Кревкёр
│   │   │   │   X 
Шарлотта де Гарж
 (ум. 1631), дама д’Иевр-Ле-Шатель
│   │   │   │
│   │   │   ├─> 
Луиза

│   │   │   │   X (1578) 
Луи (Пьер) де Валле
, сеньор де Пешере (ум. 1591)
│   │   │   │
│   │   │   ├─> 
Жанна
 (ум. 1601), дама де Буарюффен
│   │   │   │   X (1593): 
Жан-Антуан де Бозонкль
, сеньор де Бургерен
│   │   │   │
│   │   │   ├─> 
Диана

│   │   │   │   X 1) 
Луи де Франкето
, сеньор д’Оссе
│   │   │   │   X 2) (1608) 
Изаак де Пиенн
, сеньор де Бриквиль-Куломбьер
│   │   │   │
│   │   │   ├─> 
Антуанетта

│   │   │   │   X (1589): 
Мишель дю Гас
, сеньор де Монгожье
│   │   │   │
│   │   │   ├─> 
Франсуаза
 (1566—1641)
│   │   │   │   X (1596) 
Франсуа де Брок
, сеньор де Сен-Мар
│   │   │   │
│   │   │   └─> (бастард) 
Жанна

│   │   │       X (1578) 
Пьер д’Эрн
, сеньор де Ла Рош
│   │   │
│   │   ├─> 
Франсуа I
  (ум. после 1559), сеньор де Алло ─> 
линия Монморанси-Бутвиль

│   │   │
│   │   ├─> 
Шарль
 (ум. после 1562), аббат Нотр-Дам де Ланнуа-ан-Бовези
│   │   │
│   │   ├─> 
Жорж
 (ум. после 1572), сеньор де Ла Нёвиль д’Омон
│   │   │   X 
Франсуаза Потар
, дама де Жерминьи
│   │   │
│   │   ├─> 
Клод
 (1540—1614), аббатиса Нотр-Дам де Ресон
│   │   │
│   │   ├─> 
Шарлотта
, дама д’Эзанвиль
│   │   │   X (1544) 
Шарль дю Крок
, сеньор де Мениль-Терибю
│   │   │
│   │   ├─> 
Женевьева
, дама де Бези-Ле-Гре
│   │   │   X 1) (1562) 
Жиль де Пеллеве
, сеньор де Ребе
│   │   │   X 2) (1576) 
Жан де Рувруа де Сен-Симон
, сеньор д’Одонвиль
│   │   │
│   │   ├─> 
Франсуаза
 (ум. после 1559)
│   │   │
│   │   └─> 
Клод
 (ум. 1614)
│   │
│   ├─> 
Анна

│   │   X 1) 
Антуан де Креки
, сеньор де Рамбоваль
│   │   X 2) 
Гийом да Ламот
, сеньор де Боссар и Борепер
│   │
│   └─> 
Луиза
 (ум. 1559)
│       X (1521) 
Жан де Рувруа де Сен-Симон
, сеньор де Сандрикур (ум. 1550/1559)
│
├─> 
Ожье
 (ум. 1523), сеньор де Ваттин ─> 
линия Монморанси-Вастин

│
├─> 
Сиприен
 (ум. 1528), сеньор де Барли
│   X (до 1493) 
Мари де Марке

│
├─> 
Жан
 (ум. до 1530), сеньор де Рупи и Номен ─> 
линия Монморанси-Рупи

│   X 
Жанна Генриетта де Беркю

│
└─> (бастард) 
Эктор
```

## Линия Монморанси-Бутвиль
```
Франсуа I
, сеньор де Алло (ум. после 1559)
X 1) 
Жанна де Мондрагон

X 2) 
Луиза де Жебер дю Риво

│
├1> 
Франсуа II
 (ум. 1592), сеньор де Алло
│   X 1) (до 1585) 
Мария де Нуайян

│   X 2) 
Клод Эбер д'Оссонвийе

│   │
│   ├1> 
Франсуаза

│   │   X 
Себастьен де Ромадек
, барон де Молак
│   │
│   └1> 
Журден Мадлен

│       X (1591) 
Гаспар де Пеле
, виконт де Кабан (ум. 1598)
│
├1> 
Жан
, сеньор де Кревкёр
│   X 
Жоссин д'Офинье

│
├1> 
Луи
 (ум. 1615), сеньор де Бутвиль, граф де Люкс
│   X (1593) графиня 
Шарлота Катрин де Люкс

│   │
│   ├─> 
Анри
 (1597—1616), граф де Люкс
│   │
│   ├─> 
Франсуа
 (1600—1627), граф де Люкс
│   │   X (1617) 
Элизабет Анжелик де Вьен
 (1607—1696)
│   │   │
│   │   ├─> 
Мари-Луиза
 (1625—1684)
│   │   │   X (1641) 
Доминик д'Этамп
, маркиз де Валансе (1595—1691)
│   │   │
│   │   ├─> 
Элизабет-Анжелика
 (1627—1695)
│   │   │   X 1) (1645) 
Гаспар IV де Колиньи
, герцог де Шатийон (1620—1649)
│   │   │   X 2) (1663) герцог 
Кристиан Людвиг I Мекленбургский
 (1633—1692)
│   │   │
│   │   └─> 
Франсуа-Анри
 (1628—1695), 
герцог де Пине-Люксембург
 и 
Бофор-Монморанси
, 
маршал Франции

│   │       X (1661) 
Мадлен-Шарлотта-Бонна-Тереза де Клермон-Тоннер
, герцогиня де Пине, принцесса де Тенгри (1635—1701)
│   │       │
│   │       ├─> 
Шарль-Франсуа-Фредерик I
 (1662—1726), герцог де Пине-Люксембург
│   │       │   X 1) (1686) 
Мари-Анн д'Альбер
 (1671—1694)
│   │       │   X 2) (1696) 
Мари Жилонн Жийе
, маркиза де Клерамбо (ум. 1709)
│   │       │   │
│   │       │   ├1> 
два сына

│   │       │   │
│   │       │   ├1> 
Мари-Генриетта
 (1692—1696)
│   │       │   │
│   │       │   ├2> 
Франсуа

│   │       │   │
│   │       │   ├2> 
две дочери

│   │       │   │
│   │       │   ├2> 
Шарль-Франсуа-Фредерик II
 (1702—1764), 
герцог де Пине-Люксембург
 и 
Бофор-Монморанси
, 
маршал Франции

│   │       │   │   X 1) (1724) 
Мари-Софи-Эмили-Онорат Кольбер де Сеньеле
 (1709—1747)
│   │       │   │   X 2) (1750) 
Мадлен Анжелик де Нёвиль де Вильруа
 (1707—1787)
│   │       │   │   │
│   │       │   │   ├1> 
Анн-Морис
 (1729—1760)
│   │       │   │   │   X (1745) 
Анн-Луи-Александр де Монморанси
 (1724—1812), принц де Робек
│   │       │   │   │
│   │       │   │   └1> 
Анн-Франсуа де Монморанси-Люксембург
 (1735—1761), герцог де Монморанси
│   │       │   │       X (1752) 
Луиза-Полина-Франсуаза де Монморанси-Люксембург
 (1734—1818)
│   │       │   │       │
│   │       │   │       ├─> 
Матье-Фредерик
 (1756—1761)
│   │       │   │       │
│   │       │   │       ├─> 
Шарлотта Анна Франсуаза
 (1757 — после 1812), герцогиня де Бофор-Монморанси
│   │       │   │       │   X (1767) 
Анн-Леон II де Монморанси-Фоссё
 (1731—1799)
│   │       │   │       │
│   │       │   │       └─> 
Мадлен-Анжелика
 (1759—1775)
│   │       │   │
│   │       │   ├2> 
Мари-Рене
 (1697 — после 1734)
│   │       │   │   X (1716) 
Луи-Франсуа-Анн де Нёвиль
 (1663—1734), герцог де Рец и Вильруа
│   │       │   │
│   │       │   ├2> 
Франсуаз Жилонн
 (1704—1768)
│   │       │   │   X (1722) 
Луи де Пардайян де Гондрен
 (1707—1743), герцог д'Антен и д'Эпернон
│   │       │   │
│   │       │   └2> 
Анн
 (1707—1741), граф де Линьи
│   │       │
│   │       ├─> 
Пьер-Анри-Тибо
 (1663—1700), аббат Оркана и Сен-Мишеля
│   │       │
│   │       ├─> 
Поль-Сижисмон
 (1664—1731), герцог де Шатийон
│   │       │   X 1) (1696) 
Мари-Анн де Ла Тремуй
 (1676—1708), маркиза де Руайян
│   │       │   X 2) (1731) 
Элизабет Руйе де Меле
 (ум. 1740)
│   │       │   │
│   │       │   ├1> 
Шарль-Поль-Сижисмон
 (1697—1785), герцог де Шатийон
│   │       │   │   X 1) (1713) 
Анн-Катрин-Элеонор Летелье де Барбезьё
 (ум. 1716)
│   │       │   │   X 2) (1717) 
Анн-Анжелик де Арлюс де Вертийи
 (ум. 1769)
│   │       │   │   X 3) (1784) 
Анн-Мадлен Дельпеш де Кайи
 (1734—1802)
│   │       │   │   │
│   │       │   │   ├2> 
Шарль-Анн-Сижисмон
 (1721—1775), герцог д'Олонн
│   │       │   │   │   X 1) (1734) 
Мари-Этьенетта де Буйон-Фервак
 (ум. 1749)
│   │       │   │   │   X 2) (1753) 
Аньес де Мьот де Раванн
 (ум. 1756)
│   │       │   │   │   X 3) (1762) 
Мари-Жанна-Тереза де Л'Эпине-Мартевиль

│   │       │   │   │   │
│   │       │   │   │   ├1> 
Анн-Шарль-Сижисмон
 (1737—1803), герцог де Пине-Люксембург и Шатийон
│   │       │   │   │   │   X (1771) 
Мадлен Сюзанна Аделаида де Вуайе де Польми д'Аржансон
 (1752—1813)
│   │       │   │   │   │   │
│   │       │   │   │   │   ├─> 
Анн-Анри-Рене-Сижисмон
 (1772—1799)
│   │       │   │   │   │   │   X (1793) 
Мари-Анна де Ланнуа
 (1774—1826)
│   │       │   │   │   │   │
│   │       │   │   │   │   ├─> 
Бонна Шарлотта Рене Аделаида
 (1773—1840)
│   │       │   │   │   │   │   X (1788) герцог 
Анн-Адриен-Пьер де Монморанси-Лаваль
 (1768—1837)
│   │       │   │   │   │   │
│   │       │   │   │   │   ├─> 
Шарль-Эммануэль-Сижисмон
 (1774—1861), герцог де Пине-Люксембург и Шатийон
│   │       │   │   │   │   │   X (1847) 
Каролин де Луайоте
 (ум. 1868)
│   │       │   │   │   │   │
│   │       │   │   │   │   └─> 
Мари Мадлен Шарлотта Генриетта Эмилия
 (1778—1833)
│   │       │   │   │   │       X (1791) 
Мигел Каэтану Алвариш Перейра ди Мелу
, 5-й герцог де Кадавал (1765—1808)
│   │       │   │   │   │
│   │       │   │   │   ├1> 
Анн-Поль-Эммануэль-Сижисмон
 (1742—1789), принц де Люксембург
│   │       │   │   │   │
│   │       │   │   │   └1> 
Бонн-Мари-Фелисите
 (1739—1823)
│   │       │   │   │       X (1754) герцог 
Арман-Луи де Серан
 (ум. 1822)
│   │       │   │   │
│   │       │   │   ├2> 
Луи-Виктуар
 (1724—1725)
│   │       │   │   │
│   │       │   │   └2> 
Мари-Рене
 (1726 — ?)
│   │       │   │
│   │       │   └1> 
Анн-Франсуа-Фредерик

│   │       │
│   │       ├─> 
Анжелика-Кюнегонда
 (1666—1736)
│   │       │   X (1694) 
Луи-Анри де Бурбон-Суассон
, принц де Невшатель и Валанжен (1640—1703)
│   │       │
│   │       └─> 
Кристиан-Луи
 (1676—1746), принц де Тенгри, 
маршал Франции

│   │           X (1711) 
Луиза-Мадлен де Арле де Бомон
 (1694—1749)
│   │           │
│   │           ├─> 
Шарль-Франсуа-Кристиан
 (1713—1787), принц де Тенгри, наследный герцог де Бомон
│   │           │   X 1) (1730) 
Анна-Сабина Ольвье де Сенозан
 (ум. 1741)
│   │           │   X 2) (1752) 
Луиза-Мадлен де Фай де Ла Тур-Мобур
 (1732—1754)
│   │           │   X 3) (1765) 
Элеонор-Жозефин-Пюлькери де Лоран
 (1745—1829)
│   │           │   │
│   │           │   ├1> 
Луиза-Франсуаза-Полина
 (1734—1818)
│   │           │   │   X 1) (1752) герцог 
Анн-Франсуа де Монморанси-Люксембург
 (1735—1761)
│   │           │   │   X 2) (1764) граф 
Луи-Франсуа-Жозеф де Монморанси-Лоньи
 (1737—1770)
│   │           │   │
│   │           │   ├1> 
Франсуа-Анн-Кристиан де Монморанси-Люксембург
 (р. и ум. 1766)
│   │           │   │
│   │           │   └3> 
Анн-Кристиан
 (1767—1821), герцог де Бомон
│   │           │       X (1787) графиня 
Анна-Луиза-Мари де Бек-де-Льевр де Кани
 (1769—1832)
│   │           │       │
│   │           │       ├─> 
Анн-Альбертин-Жозефин-Мари
 (1789—1863)
│   │           │       │   X (1808) 
Мари-Луи-Эжен-Жозеф де Планк
, граф де Бетюн (1771—1812)
│   │           │       │
│   │           │       ├─> 
Анн-Элиан-Орели-Мари
 (1791—1848)
│   │           │       │
│   │           │       ├─> 
Анн-Эдуар-Луи-Жозеф
 (1802—1878), герцог де Бомон
│   │           │       │   X (1837) 
Леонтина-Эрнестина-Мари-Жозефа де Круа де Дадизеель

│   │           │       │   │
│   │           │       │   ├─> 
Анн-Мари-Жозефа
 (1839—1900)
│   │           │       │   │   X (1859) граф 
Феликс Антон Август Иоганн фон Хунольштейн
 (1832—1905)
│   │           │       │   │
│   │           │       │   ├─> 
Анн-Мари-Эжени-Жюстин
 (1840—1922)
│   │           │       │   │   X (1864) 
Огюст де Дюрфор-Сиврак де Лорж
 (1838—1911), виконт де Дюрфор
│   │           │       │   │
│   │           │       │   └─> 
Анри
 (1841—1843)
│   │           │       │
│   │           │       └─> 
Анн-Шарль-Морис-Эрве-Рене
 (1804—1870), граф де Монморанси-Люксембург
│   │           │
│   │           ├─> 
Элеонора-Мария
 (1715—1755)
│   │           │   X (1729) 
Луи-Леон Потье де Жевр
, герцог де Трем (1695—1774)
│   │           │
│   │           ├─> 
Мари-Луиза-Кюнегонда
 (1716—1764)
│   │           │   X (1736) 
Луи-Фердинанд-Жозеф де Крой
, герцог д'Авре (1713—1761)
│   │           │
│   │           ├─> 
Жозеф-Морис-Аннибаль
 (1717—1762), граф де Бомон
│   │           │   X 1) (1741) 
Франсуаза-Тереза-Мартина Ле Пеллетье де Розамбо
 (1722—1750)
│   │           │   X 2) (1752) 
Мари-Жанна-Тереза де Л'Эпине-Мартевиль

│   │           │   │
│   │           │   └1> 
Мари-Луиз-Морисетт
 (1750—1829)
│   │           │       X (1765) герцог 
Анн-Александр де Монморанси-Лаваль
 (1747—1817)
│   │           │
│   │           ├─> 
Сижисмон-Франсуа
 (1720)
│   │           │
│   │           └─> 
Никола-Ашиль-Луи
 (1723—1725)
│   │
│   ├─> 
Луи
 (ум. 1624), аббат в Сен-Ло
│   │
│   ├─> 
Клод
 (ум. 1652)
│   │   X (1618) герцог 
Антуан II де Грамон
 (1572—1644)
│   │
│   └─> 
Луиза
 (ум. 1621)
│       X (1620) 
Жюст-Анри де Турнон
, граф де Руссильон (ум. 1643)
│
└2> 
Маргарита
, дама де Ла Рош-Мийе
    X (1589): 
Рене де Руселле
, сеньор де Саше
```

## Линия Монморанси-Вастин
```
Ожье
 (ум. 1523), сеньор де Ваттин
X (1486): 
Анна де Вандежи

│
├─> 
Маргарита
 (р. 1487) 
│   X 
Адриен де Водрикур

│
├─> 
Жан I
 (1488—1538), сеньор де Вастин
│   X (1518) 
Анна де Блуа-Трелон
 (ум. 1558)
│   │
│   ├─> 
Франсуа
 (ум 1594), сеньор де Вастин
│   │   X 1) (1550) 
Элен Вилен
, дама д'Эстерр
│   │   X 2) 
Жаклин де Рекур

│   │   │
│   │   ├─> 
Максимильен

│   │   │
│   │   ├─> 
Луи
 (ок. 1554—1585), сеньор де Бёври
│   │   │   X (1577) 
Жанна де Сент-Омер
 (ум. 1584)
│   │   │   │
│   │   │   ├─> 
Франсуа
 (1578—1640), граф д'Эстерр и де Морбек
│   │   │   │
│   │   │   ├─> 
Антуан Франсуа
 (ум. 1635), аббат Сент-Андре де Като-Камбрези
│   │   │   │
│   │   │   ├─> 
Жан II
 (ум. 1631), принц де Робек
│   │   │   │   X 
Мадлен де Ланс
 (ум. 1673)
│   │   │   │   │
│   │   │   │   ├─> 
Никола
 (1603—1629), виконт д'Эр
│   │   │   │   │
│   │   │   │   ├─> 
Франсуа-Филипп
 (ум. 1633), маркиз де Морбек
│   │   │   │   │
│   │   │   │   ├─> 
Эжен
 (1615—01.1683), принц де Робек
│   │   │   │   │   X (1649) 
Маргарита-Александрина д'Аренберг
 (1626—1651)
│   │   │   │   │   │
│   │   │   │   │   ├─> 
Филипп-Мари-Альбер
 (ум. 1691), принц де Робек
│   │   │   │   │   │   X (1670) 
Мария-Филиппа де Крой-Сольр
 (1642 — после 1682)
│   │   │   │   │   │   │
│   │   │   │   │   │   ├─> 
Шарль-Филипп
 (1671—1716), принц де Робек
│   │   │   │   │   │   │   X (1714) 
Изабелла-Александрина де Крой-Сольр
 (1681—1718)
│   │   │   │   │   │   │
│   │   │   │   │   │   ├─> 
Филипп-Эммануэль-Мари
 (1675—1676)
│   │   │   │   │   │   │
│   │   │   │   │   │   ├─> 
Анн-Огюст
 ((1679—1745), принц де Робек
│   │   │   │   │   │   │   X (1722) 
Катрин-Фелисите дю Белле
 (1707—3.06.1727)
│   │   │   │   │   │   │   │
│   │   │   │   │   │   │   ├─> 
Анн-Луи-Александр
 (1724—1812), принц де Робек
│   │   │   │   │   │   │   │   X 1) (1745) 
Анн-Мари (Морис) де Монморанси-Люксембург
 (1729—1760)
│   │   │   │   │   │   │   │   X 2) (1761) 
Александрин-Эмили де Ларошфуко-Эстиссак
 (1742—1814)
│   │   │   │   │   │   │   │   │
│   │   │   │   │   │   │   │   ├1> 
N
 (1746—1749), граф д'Эстерр
│   │   │   │   │   │   │   │   │
│   │   │   │   │   │   │   │   └1> 
Анн-Софи-Фелисите
 (1749—1753)
│   │   │   │   │   │   │   │
│   │   │   │   │   │   │   ├─> 
Луи-Анн-Александр
 (1725—1795), маркиз де Морбек, принц фон Тилли
│   │   │   │   │   │   │   │
│   │   │   │   │   │   │   └─> 
Мадлен-Франсуаз-Анн-Фелисите-Изабель
 (1727—1782), приоресса монастыря Ла-Виль-Л'Эвек
│   │   │   │   │   │   │
│   │   │   │   │   │   └─> 
Изабель-Эжени

│   │   │   │   │   │
│   │   │   │   │   ├─> 
Жан-Филипп-Франсуа
 (ум. 1686), граф д'Эстерр
│   │   │   │   │   │
│   │   │   │   │   ├─> 
Изабель
 (ум. 1671)
│   │   │   │   │   │   X 
Шарль-Филипп-Фридерик Спинола
, граф де Брюе (ум. 1709)
│   │   │   │   │   │
│   │   │   │   │   └─> 
Клер

│   │   │   │   │
│   │   │   │   ├─> 
Франсуа-Игнас
, граф д'Эстерр
│   │   │   │   │
│   │   │   │   ├─> 
Элен
 (1610—1632)
│   │   │   │   │   X 
Энгельберт ван Иммерзеле
, граф ван Букховен (ум. 1652)
│   │   │   │   │
│   │   │   │   ├─> 
Мари-Франсуаза
 (1611 — после 1669)
│   │   │   │   │   X (1634) 
Иоганн Вернер Церклас
, граф фон Тилли (ум. 1669)
│   │   │   │   │
│   │   │   │   ├─> 
Мари-Изабель
 (ок. 1612—1671)
│   │   │   │   │
│   │   │   │   └─> 
Мадлен-Франсуаза
 (1629—1707)
│   │   │   │       X (1649) барон 
Флоран Шарль де Бранденбург
, виконт д'Экле (ум. 1675)
│   │   │   │
│   │   │   ├─> 
Флорис
 (1580—1659), ректор иезуитов в Дуэ
│   │   │   │
│   │   │   ├─> 
Мари
 (1581/1582 — после 1617)
│   │   │   │
│   │   │   └─> 
Элен
 (ум. 1613)
│   │   │       X (1609) барон 
Рикальт де Мерод
 (ум. 1622)
│   │   │
│   │   ├─> 
Никола
 ((ок. 1556—1617), граф д'Эстерр
│   │   │   X (1589) 
Анна де Крой
 (ум. 1618)
│   │   │
│   │   ├─> 
Жан
 (ум. 1596), сеньор де Аллем
│   │   │
│   │   ├─> 
Филиппа

│   │   │   X (1585) 
Адриен де Гомьекур

│   │   │
│   │   ├─> 
Анна
 (ум. 1604)
│   │   │
│   │   ├─> 
Мария

│   │   │
│   │   └─> 
Шарлотта

│   │
│   ├─> 
Жанна
, дама де Варли
│   │   X (1538) 
Антуан де Монтиньи
, сеньор де Нуайель
│   │
│   ├─> 
Анна

│   │   X (1550) 
Никола де Ла Оль
, сеньор де Гремовиль
│   │
│   ├─> 
Мария
 (ум. 1605), приоресса аббатства в Лилле
│   │
│   └─> 
Мишель

│       X 
Жак де Боден
, сеньор де Мовиль
│
├─> 
Луиза
 (р. 1491)
│
├─> 
Ролан
 (1493—1516/1517)
│
├─> 
Жанна
 (р. 1494)
│
├─> 
Франсуа
 (р. 1495)
│
├─> (бастард) 
Жанна
 (ум. после 1552)
│   X (1528) 
Луи де Корд
, сеньор де Ла-Шапель
│
└─> (бастард) 
Жан
 (ум. после 1552)
    X (1538) 
Маргарита ван Вассенар
```